# Kategoria e Parë
La Kategoria e Parë è il secondo livello professionistico del campionato albanese di calcio. Nata come Kategoria e Dytë, ora è comunemente chiamata Kategoria A2 (Kategoria e Parë).

## Formula
Il torneo viene disputato da 12 squadre. Le prime due conquistano direttamente la promozione nella Kategoria Superiore (Serie A), la terza, la quarta e la quinta vanno ai play-off per la promozione, la cui vincitrice affronta la terzultima di Kategoria Superiore per un ulteriore posto in massima serie. Le ultime due squadre sono direttamente retrocesse nella Kategoria e Dytë (Serie C), mentre la nona e la decima vanno ai play-out per la retrocessione.

## Storia
Fondata nel 1930, al giorno d'oggi sono state disputate ben 75 edizioni, che hanno visto trionfare più di 20 squadre diverse.

## Squadre
Stagione 2025-2026.
| Squadra       | Città       |
| ------------- | ----------- |
| Apolonia Fier | Fier        |
| Besa Kavajë   | Kavajë      |
| Burreli       | Burrel      |
| Iliria        | Fushë-Krujë |
| Kastrioti     | Kruja       |
| Korabi        | Peshkopi    |
| Kukësi        | Kukës       |
| Laçi          | Laç         |
| Luftëtari     | Gjirokastër |
| Lushnja       | Lushnjë     |
| Pogradeci     | Pogradec    |
| Skënderbeu    | Korçë       |

## Albo d'oro
| Stagione  | Vincitore         | Altre promozioni                  |
| --------- | ----------------- | --------------------------------- |
| 1930      | Tomori            | Besëlidhja                        |
| 1932      | Besa Kavajë       | Flamurtari Valona                 |
| 1933      | Elbasani          | Flamurtari Valona                 |
| 1934      | Luftëtari         | Himara                            |
| 1936      | Besëlidhja        | Përmeti                           |
| 1950      | Tomori            | Erzeni                            |
| 1951      | Dinamo Vlorë      | Erzeni                            |
| 1953      | Spartaku Tirana   | Elbasani                          |
| 1954      | Dinamo Shkodër    | Luftëtari                         |
| 1956      | Spartaku Tirana   | Apolonia Fier                     |
| 1957      | Vllaznia          | Tomori                            |
| 1958      | Elbasani          | Tomori                            |
| 1959      | Teuta             | Erzeni                            |
| 1960      | Lushnja           | Luftëtari                         |
| 1961      | Teuta             | Korabi                            |
| 1962      | Vllaznia          | Tomori                            |
| 1962-1963 | Luftëtari         | Erzeni                            |
| 1963-1964 | Pogradeci         | Naftetari Kucove                  |
| 1999-2000 | Besëlidhja        | Besa Kavajë                       |
| 2000-2001 | Partizani Tirana  | Erzeni                            |
| 2001-2002 | Elbasani          | Besa Kavajë                       |
| 2002-2003 | Egnatia           | Tomori                            |
| 2003-2004 | Laçi              | Egnatia                           |
| 2004-2005 | Besa Kavajë       | Skënderbeu                        |
| 2005-2006 | Flamurtari Valona | Apolonia Fier Kastrioti Luftëtari |
| 2006-2007 | Skënderbeu        | Besëlidhja                        |
| 2007-2008 | Bylis Ballsh      | Apolonia Fier Lushnja             |
| 2008-2009 | Laçi              | Skënderbeu Kastrioti Gramozi      |
| 2009-2010 | Bylis Ballsh      | Elbasani                          |
| 2010-2011 | Pogradeci         | Apolonia Fier Tomori Kamza        |
| 2011-2012 | Luftëtari         | Kukësi Besa Kavajë                |
| 2012-2013 | Lushnja           | Partizani Tirana                  |
| 2013-2014 | Elbasani          | Apolonia Fier                     |
| 2014-2015 | Bylis Ballsh      | Tërbuni Pukë                      |
| 2015-2016 | Luftëtari         | Korabi                            |
| 2016-2017 | Kamza             | Lushnja                           |
| 2017-2018 | Tirana            | Kastrioti                         |
| 2018-2019 | Bylis Ballsh      | Vllaznia                          |
| 2019-2020 | Apolonia Fier     | Kastrioti                         |
| 2020-2021 | Egnatia           | Dinamo City                       |
| 2021-2022 | Bylis Ballsh      | Erzeni                            |
| 2022-2023 | Skënderbeu        | Dinamo City                       |
| 2023-2024 | Elbasani          | Bylis Ballsh                      |
| 2024-2025 | Vora              | Flamurtari Valona                 |